# Cléville (Calvados)
Cléville – miejscowość i gmina we Francji, w regionie Normandia, w departamencie Calvados.
Według danych na rok 1990 gminę zamieszkiwało 298 osób, a gęstość zaludnienia wynosiła 35 osób/km² (wśród 1815 gmin Dolnej Normandii Cléville plasuje się na 597. miejscu pod względem liczby ludności, natomiast pod względem powierzchni na miejscu 610.).